# Фролов, Александр Сергеевич
Александр Сергеевич Фролов (21 августа [2 сентября] 1902, Гатчина — 9 августа 1952, Москва) — советский военачальник, вице-адмирал (25.09.1944). Участник Гражданской войны в России, Великой Отечественной и советско-японской войны.

## Биография
А. С. Фролов родился 21 августа (2 сентября) 1902 года в Гатчина (ныне город в Ленинградской области). Начал военную службу с шестнадцати лет. В РККА с 1918 года, в РККФ с 1922 года. Окончил Военно-морское училище имени М. В. Фрунзе в 1927, подводный класс Спецкурсов усовершенствования командного состава (1930), курсы при Военно-морской академии (1932) и военно-морской факультет Высшей военной академии имени К. Е. Ворошилова (1951).
В 1918—1920 годах служил рядовым в войсках связи в 7-й армии, командиром отделения 1-го отдельного стрелкового полка в Петрограде, с 1920 года — в Особом отделе ВЧК при штабе 7-й армии, принимал участие в ликвидации Кронштадтского мятежа (1921). После войны служил помощником коменданта особого отдела по охране границы с Финляндией и инструктором Детскосельского военкомата.  В 1922 году его перевели на флот, он был зачислен курсантом в военно-морское училище. После окончания училища с апреля 1927 служил помощником вахтенного начальника линейного корабля «Парижская коммуна» и командир роты учебного отряда Морских сил Балтийского моря. С января 1928 года служил на Морских силах Чёрного и Азовского морей (с 1935 года — Черноморский флот): вахтенный начальник тральщика «Язон», в феврале-декабре 1929 — минёр подводной лодки «Коммунист», в октябре-декабре 1930 года — минёр подводной лодки «Спартаковец», с декабря 1930 помощник командира, а с ноября 1931 — командир и комиссар ПЛ «Коммунист», в ноябре 1933 — апреле 1935 года — командир подводной лодки «Революционер», с апреля 1935 — командир дивизиона ПЛ, с декабря 1937 — начальник штаба 1-й бригады ПЛ, с апреля 1939 — командир 3-й бригады подводных лодок Черноморского флота. С сентября 1940 года — заместитель начальника штаба Черноморского флота. Вступил в ВКП(б) в 1925 году.
В годы Великой Отечественной войны командовал Новороссийской военно-морской базой (июль—сентябрь 1941 года), с сентября 1941 года — Дунайской военной флотилией, которая в то время была уже выведена с Дуная и поддерживала советские наземные части, оборонявшие Тендровский боевой участок. Возглавил эвакуацию этих войск в Севастополь. В этих боях флотилия понесла большие потери от действий немецкой авиации, а при прорыве морем часть повреждённых кораблей пришлось взорвать. Из Севастополя уцелевшие корабли были переведены для организации обороны и перевозок через Керченский пролив, куда прибыли в ноябре. Контр-адмирал (16.09.1941).
В ноябре 1941 — июне 1942 года — командир Керченской военно-морской базой. Участвовал в Керченско-Феодосийской десантной операции. После поражения войск Крымского фронта в Керченской оборонительной операции корабли базы под его руководством в тяжелейших условиях господства в воздухе немецкой авиации сумели эвакуировать через Керченский пролив свыше 120 тысяч личного состава. Сам Фролов при этом был ранен.

Военный совет Тихоокеанского флота: А. С. Фролов, И. С. Юмашев, С. Е. Захаров. Август 1945 года.

Ф. В. Монастырский писал: "...взрывом разнесло часть стены штабного здания. Несколько человек погибло, многие были ранены, в том числе командир базы контр-адмирал А. С. Фролов. Я был в этом помещении, когда с грохотом развалилась стена и обвалился потолок. На моих глазах инструктору политотдела старшему политруку Ярцеву снесло череп. Мне сильно поранило лицо."
С июня 1942 по январь 1943 года начальник тыла Черноморского флота. С января 1943 года — начальник управления подводного плавания ВМФ. С ноября 1942 года — консультант по военно-морским вопросам при представителе СССР в Консультативном Совете по вопросам Италии (Алжир), одновременно занимался изучением боевого опыта ВМС союзников на Средиземноморском ТВД и выходил в боевые походы на кораблях союзников.

С июня 1944 года — начальник штаба Тихоокеанского флота, участвовал в планировании, подготовке и осуществлении боевых действий на море в ходе советско-японской войны.

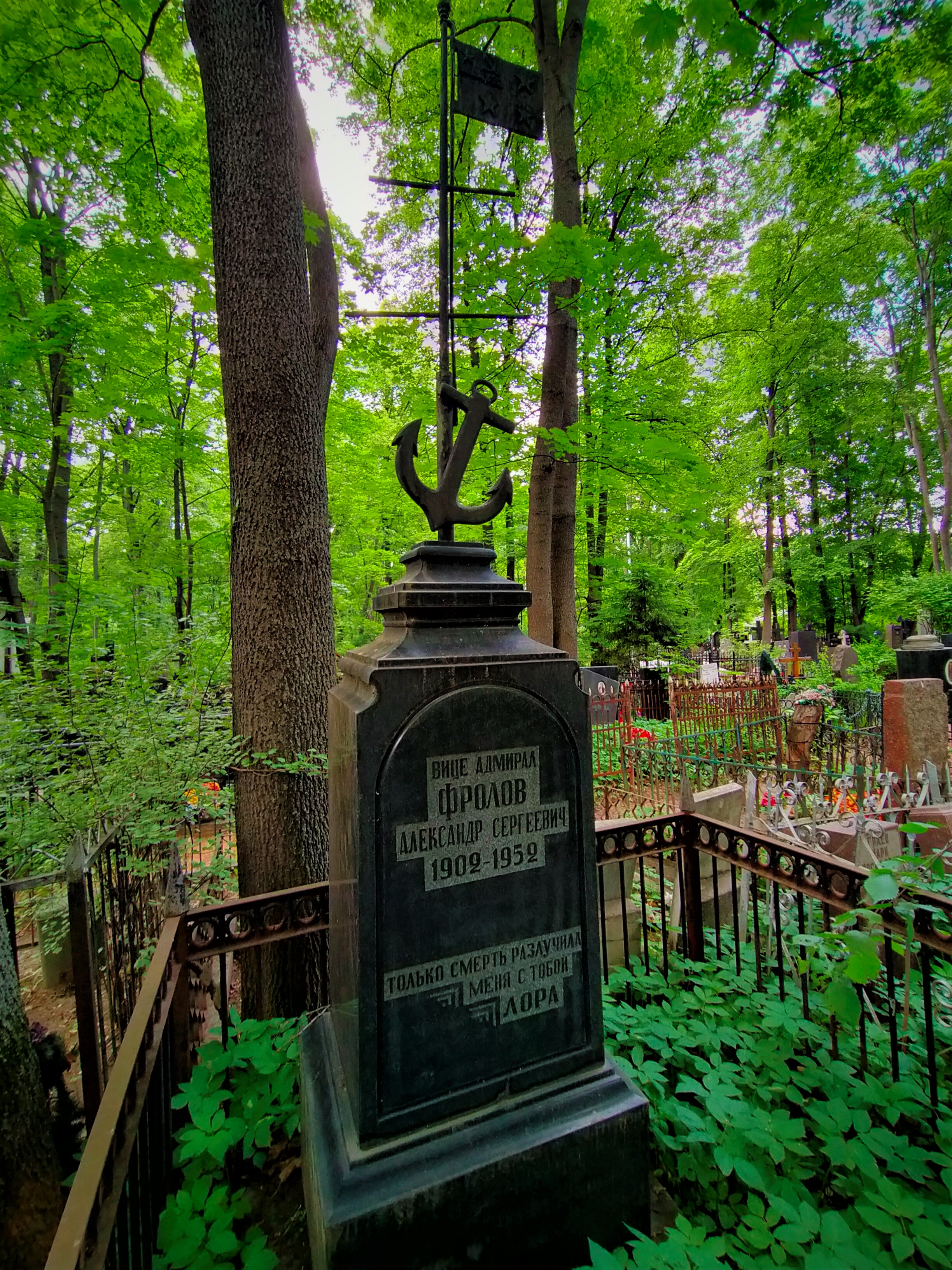
Могила А. С. Фролова на Введенском кладбище

С января 1947 года по февраль 1950 года командовал 5-м ВМФ (один из двух флотов, на которые тогда был разделён Тихоокеанский флот, главная база — Владивосток). По воспоминаниям тогдашнего начальника штаба флота В. А. Касатонова, был снят с должности после конфликта с главнокомандующим войсками Дальнего Востока Маршалом Советского Союза Р. Я. Малиновским, когда проявил принципиальность и отказался поддержать его мнение перед Москвой по одному из служебных вопросов. Был направлен на учёбу в академию. После её окончания с 1951 года — на преподавательской работе в Высшей военной академии имени К. Е. Ворошилова. Депутат Верховного Совета РСФСР 2-го созыва (1950—1952).
Умер 9 августа 1952 года в Москве, похоронен на Введенском кладбище (4 уч.).

## Награды
- Орден Ленина (21.02.1945)
- Четыре ордена Красного Знамени (3.04.1942, 3.11.1944, 8.07.1945, 24.06.1948[9])
- Орден Ушакова I степени (14.09.1945)
- Орден Нахимова I степени (5.11.1944)
- Орден Красной Звезды (22.03.1938)
- Медаль «За оборону Одессы»
- Медаль «За оборону Севастополя»
- Медаль «За оборону Кавказа»
- Медаль «За победу над Германией в Великой Отечественной войне 1941—1945 гг.»
- Медаль «За победу над Японией»
- Ряд других медалей
- Именное оружие
- Орден Государственного флага I степени (КНДР, 23.12.1948)[10]